# 室女座FS
室女座FS，又名BD+04 2841，HD 124681、SAO 120364、HR 5331，是室女座的一颗恒星，视星等为6.45，位于銀經346.51，銀緯58.96，其B1900.0坐标为赤經14h 9m 50.5s，赤緯+3° 58.96′ 11″。